# William Haines
William Haines, nascido Charles William Haines (Staunton, 2 de janeiro de 1900 — Santa Mônica, 26 de janeiro de 1973), foi um ator e designer de interiores norte-americano.
Haines foi descoberto por uma caçadora de talentos e foi contrato pela Metro-Goldwyn-Mayer (MGM) em 1922. Sua carreira ganhou força quando ele foi emprestado à Columbia Pictures, onde recebeu críticas favoráveis por seu papel em O Expresso da Meia-Noite. Haines retornou à MGM e foi escalado para o filme de 1926, Brown of Harvard. O papel solidificou sua persona na tela, como um galã, sarcástico e arrogante. No final da década de 1920, Haines apareceu em uma série de filmes de sucesso e havia se tornado um sucesso de bilheteria.
Sua carreira foi interrompida em meados da década de 1930, devido à sua recusa em negar sua homossexualidade. Haines deixou de atuar em 1935 e começou um bem sucedido negócio de design de interiores, com seu parceiro Jimmie Shields, e foi apoiado por seus amigos de Hollywood. Haines morreu de câncer de pulmão em 26 de dezembro de 1973, aos 73 anos de idade.

## Primeiros anos
Haines nasceu em 2 de janeiro de 1900 (ele alegava ter nascido em 1 de janeiro), em Staunton, Virgínia, nos Estados Unidos, sendo o terceiro filho de George Adam Haines, um fabricante de charutos, e Laura Virginia Haines (originalmente Matthews). Dois de seus irmãos mais velhos morreram na infância. Ele tinha quatro irmãos mais novos: Lillian, nascida em 1902; Ann, nascida em 1907, George Jr., nascido em 1908, e Henry, nascido em 1917. Ele foi batizado na Igreja Episcopal da Trindade em Staunton, aos oito anos de idade, onde mais tarde viria a cantar no coral. Ele tornou-se fascinado com performances de palco e filmes em uma tenra idade, passando horas assistindo a filmes mudos nos cinemas locais.
Haines fugiu de casa aos 14 anos, acompanhado por um jovem desconhecido a quem Haines se referia como seu "namorado". Eles foram primeiro para Richmond e depois para Hopewell, que tinha reputação de ser uma cidade imoral. Haines e seu namorado conseguiram emprego na fábrica local da DuPont, produzindo nitrocelulose a US$ 50 por semana. Para complementar sua renda, o casal abriu um salão de dança, o qual pode também ter servido como bordel. Seus pais, frenéticos com seu desaparecimento, descobriram seu paradeiro através da polícia. Haines não voltou para casa com eles, permanecendo em Hopewell e enviando dinheiro para casa para ajudar a sustentar sua família. O casal permaneceu em Hopewell até 1915, quando um incêndio destruiu quase toda a cidade. Haines mudou-se para a cidade de Nova Iorque. Não se sabe ao certo se seu namorado o acompanhou.
Após a falência dos negócios da família, e o colapso mental de seu pai, a família mudou-se para Richmond, em 1916. Haines voltou para casa em 1917 para apoiá-los. Com seu pai recuperado e empregado, Haines retornou a Nova York em 1919, estabelecendo-se na florescente comunidade gay de Greenwich Village. Ele trabalhou em uma variedade de empregos e foi, por um tempo, gigolô de uma mulher mais velha, antes de se tornar modelo. A caça-talentos Bijou Fernandez descobriu Haines como parte do concurso "Novas Caras de 1922", da Goldwyn Pictures, e o estúdio o contratou por um contrato de US$ 40 por semana. Ele viajou para Hollywood com a também vencedora do concurso Eleanor Boardman, em março daquele ano.

## Carreira

### Atuação
A carreira de Haines começou lentamente, com ele fazendo figuração e pequenos papéis, a maioria sem ser creditado. Seu primeiro papel significativo foi em Three Wise Fools (1923). Ele atraiu atenção crítica positiva e o estúdio começou a aprimorá-lo como uma nova estrela. No entanto, ele continuou a desempenhar pequenas papéis sem importância na Goldwyn. Quando seu estúdio emprestou-o a Fox, em 1923, para filmar The Desert Outlaw, ele teve a oportunidade de representar um papel significativo. Em 1924, a MGM emprestou Haines à Columbia Pictures em um acordo de cinco filmes. O primeiro deles, O Expresso da Meia-Noite (1924), recebeu excelentes críticas, e a Columbia se ofereceu para comprar seu contrato. A oferta foi recusada e Haines continuou em papéis pequenos para a Goldwyn. Haines conseguiu seu primeiro grande sucesso pessoal com Brown of Harvard (1926), contracenando com Jack Pickford e Mary Brian. Foi em Brown que ele cristalizou sua imagem na tela, um jovem arrogante que no fim acaba sendo humilhado. Era uma fórmula à qual ele retornaria repetidamente nos anos seguintes.
Em uma viagem a Nova York, em 1926, Haines conheceu James "Jimmie" Shields, possivelmente como um paquera que conhecera na rua. Haines convenceu Shields a se mudar para Los Angeles, prometendo-lhe conseguir trabalho como figurante. A dupla logo começou a viver junto e se via como um casal comprometido.
Haines encontrou sucesso nas bilheterias com Little Annie Rooney (1925), coestrelando Mary Pickford e Show People (1928), co-estrelando Marion Davies. Haines foi uma das cinco maiores estrelas de bilheteria de 1928 a 1932. Ele fez uma transição bem-sucedida para os filmes falados no filme parcialmente falado Alias Jimmy Valentine (1928). Seu primeiro filme completamente falado, Navy Blues, foi lançado no ano seguinte, e ele estrelou Way Out West em 1930. O Quigley Poll de 1930, uma pesquisa feita nos cinemas, listou Haines como a maior atração de bilheteria do país.
Em 1933, Haines foi preso em uma ACM com um marinheiro que ele havia pego na Praça Pershing, em Los Angeles. Louis B. Mayer, chefe de estúdio da MGM, deu um ultimato a Haines: Escolha entre um casamento de fachada (também conhecido como "casamento lavanda") ou seu relacionamento com Shields. Haines escolheu Shields, e eles permaneceram juntos por 47 anos. Mayer posteriormente demitiu Haines e rescindiu seu contrato. O ator fez alguns filmes menores em estúdios Poverty Row, e então se aposentou da atuação. Seus últimos filmes, Young and Beautiful e The Marines Are Coming, foram feitos com a Mascot Pictures em 1934.
Haines nunca voltou a atuar, mas continuou recebendo ofertas para papéis no cinema. Durante a produção de Crepúsculo dos Deuses (1950), Haines recebeu uma oferta para fazer uma participação especial no filme, a qual ele recusou. Mais tarde, ele disse: "É uma sensação bastante agradável estar longe dos filmes e fazer parte deles, porque todos os meus amigos estão neles. Eu consigo ver o lado bom deles sem ver o lado feio dos estúdios".

### Design de interiores
Haines e Shields iniciaram uma dupla carreira de sucesso como designers de interiores e antiquários. Entre seus primeiros clientes estavam amigos como Joan Crawford, Gloria Swanson, Carole Lombard, Marion Davies e George Cukor. Suas vidas foram abaladas em junho de 1936, quando cerca de 100 membros de um grupo de supremacia branca arrastaram os dois homens de sua casa em El Porto, Manhattan Beach, Califórnia, e os espancaram, porquê um vizinho acusou os dois de terem dado em cima de seu filho. O incidente foi amplamente divulgado na época, mas a polícia de Manhattan Beach nunca apresentou acusações contra os agressores do casal. As acusações de molestamento sexual infantil contra Haines e Shields eram infundadas e o caso foi arquivado devido à falta de provas.
O casal finalmente se estabeleceu na comunidade hollywoodiana de Brentwood, Los Angeles, e seus negócios prosperaram até que eles se aposentaram, no início dos anos 70, exceto por uma breve interrupção quando Haines serviu na Segunda Guerra Mundial. Seus clientes incluíam Betsy Bloomingdale e Ronald & Nancy Reagan, quando Reagan era governador da Califórnia. Mantendo uma casa em Palm Springs, Califórnia, Haines e Ted Graber projetaram os interiores da propriedade "Sunnylands" de Walter & Leonore Annenberg na vizinha Rancho Mirage.

## Anos finais e morte
Haines e Shields permaneceram juntos até a morte de Haines. A atriz estadunidense Joan Crawford os descreveu como "o casal mais feliz de Hollywood".
Em 26 de dezembro de 1973, Haines morreu de câncer de pulmão em Santa Mônica, Califórnia, aos 73 anos de idade. Pouco depois, Shields tomou uma overdose de pílulas para dormir. Sua nota de suicídio dizia em parte: "Adeus a todos vocês que se esforçaram tanto para me consolar em minha perda de William Haines, com quem tenho estado desde 1926. Agora acho impossível seguir sozinho, estou muito solitário." Eles estão enterrados lado a lado no Cemitério Woodlawn Memorial, em Santa Mônica.

## Legado
Por sua contribuição à indústria cinematográfica, William Haines tem uma estrela na Calçada da Fama de Hollywood, localizada no numero 7012 da avenida Hollywood Boulevard.
A companhia William Haines Designs continua em operação nos dias de hoje, com sedes em West Hollywood, e filiais em Nova Iorque, Denver e Dallas, nos Estados Unidos.